# Agnieszka Howard
Agnes Tilney (ur. ok. 1477, zm. 1545) angielska arystokratka, księżna Norfolk w latach 1514-1524 jako druga żona Thomasa Howarda.

## Życiorys
Była córką Hugh Tilneya i Elizabeth Tailboys. 8 listopada 1497 r. poślubiła Thomasa Howarda, hrabiego Surrey Jej mąż był najstarszym synem i dziedzicem Johna Howarda 1. księcia Norfolk. Agnes była jego drugą żoną - jej poprzedniczka również pochodziła z rodziny Tilney, więc do zawarcia małżeństwa konieczna była dyspensa.  Z uwagi na to, że Howardowie w bitwie pod Bosworth walczyli po stronie poległego w niej Ryszarda III, musieli stopniowo odbudowywać swoją pozycję i wpływy na dworze królewskim Henryka VII.
W 1514 r. jej mąż otrzymał tytuł 2. księcia Norfolk. Od czasu swego ślubu brała aktywny udział we wszystkich królewskich uroczystościach. W 1516 r. została jedną z matek chrzestnych Marii I Tudor. W 1533 r. trzymała tren podczas koronacji Anny Boleyn (wnuczki jej męża) a następnie została matką chrzestną Elżbiety I.
W 1524 r. Agnes owdowiała; od śmierci męża tytułowano ją księżną-wdową Norfolk. Tytuł księcia Norfolk otrzymał najstarszy syn jej zmarłego męża z pierwszego małżeństwa, Thomas.
Była silną osobowością, od ok. 1534 r. uznawana za najdostojniejszą matronę w Anglii. Posiadała dwór w Horsham w hrabstwie Sussex. Mieszkała w Lambeth. W tej rezydencji dzieciństwo spędzali osieroceni krewni i powinowaci Agnes m.in. bratanica jej przyrodniego syna Thomasa, Katarzyna Howard. Księżna najprawdopodobniej nie przywiązywała dużej wagi do zachowania swoich podopiecznych, czego efektem była bliska relacja Katarzyny z Francisem Derehamem. Inne źródła wskazują, że księżna-wdowa była odpowiedzialną osobą, stąd zadecydowano o powierzeniu jej ok. 100 opuszczonych dzieci. 
W 1540 r. przy pomocy wuja Katarzyna trafiła na dwór królewski i zwróciła uwagę Henryka VIII, który poślubił ją w lipcu 1540 r.. Za namową Agnes królowa w sierpniu 1541 r. powołała Francisa Derehama na swego sekretarza. Pod koniec 1541 r. wyszedł na jaw romans królowej z Thomasem Culpeperem. W toku śledztwa poznano także przeszłość Katarzyny Howard.
6 listopada 1541 r. księżna odbyła rozmowę ze swym pasierbem Thomasem Howardem, z której wynikało, że Katarzynie nie stanie się krzywda. Agnes twierdziła, że jeśli cokolwiek pomiędzy Katarzyną a Francisem wydarzyło się pod jej dachem, to odbyło się to przed królewskim ślubem i nikt nie powinien za to umrzeć.
8 grudnia 1541 r. osadzono w Tower najstarszego syna Agnes - Williama - i jego żonę. 9 grudnia 1541 r. aresztowano samą Agnes i jedną z jej córek – Catherine. Uwięziono także niektórych pasierbów księżnej i ich żony. Powodem aresztowania Agnes i jej krewnych było zatajenie zdrady, której dokonała królowa. 22 grudnia 1541 r. Agnes i jej najbliżsi zostali uznani za winnych nieujawnienia zdrady Katarzyny Howard a także podżegania do niej. Agnes skazano na więzienie i konfiskatę majątku. 
Królową Katarzynę oraz jej dwóch kochanków stracono. Agnes została uwolniona w maju 1542 r. Zmarła 3 lata później. 
Ze związku z Thomasem Howardem urodziła co najmniej 11 dzieci, z czego 6 przeżyło dzieciństwo: 
- William Howard, 1. baron Howard Effingham
- Thomas Howard, który zmarł w 1537 r. w Tower (więziony za romans z siostrzenicą króla, Margaret Douglas)[11],
- Dorothy Howard[1], zm. przed 1547 r.
- Anne Howard[1] (ur. ok. 1498 - zm. 1559)[1]
- Catherine Howard[1], (ur. ok. 1510 - zm. 1554)[1],
- Elizabeth Howard[1].